# Tödliche Wahl
Tödliche Wahl ist ein dreiteiliges Fernsehspiel für das ZDF. Der von der Gyula Trebitsch-Holding mit Studio Hamburg produzierte Film war die aufwändigste ZDF-Auftragsproduktion des Jahres 1995.

## Inhalt
Der Ex-Kriminalbeamte Alex Bronner (Jürgen Prochnow), der wegen eines Vergehens vom Dienst suspendiert wurde, verdient sich nun seinen Lebensunterhalt als Kneipenwirt. Das Lokal gehört dem Speditionsunternehmer und Steinbruchbesitzer Naumann (Günther-Maria Halmer), der, wie sich herausstellt, der Kopf einer neonazistischen Organisation ist. In seinem riesigen Steinbruch lässt er eine Kampfgruppe mit gestohlenen Bundeswehrwaffen ausbilden. Als ein befreundeter früherer Polizeikollege unter mysteriösen Umständen ums Leben kommt, führen Tatspuren in das Umfeld von Bronners Lokal. Dieser beginnt nun, privat zu ermitteln. Dabei entdeckt er, dass Naumann plant, eine "Nationale Volkspartei" ins Leben zu rufen, dass diese von einem arabischen Mäzen finanziert wird, dass ein Sprengstoffanschlag auf eine Synagoge erfolgen soll und dass seine eigene Stieftochter (Anja Kling) in all diesen Machenschaften verstrickt ist.
Drehbuchautor Robert Stromberger erzählt den Politkrimi aus unterschiedlichen Perspektiven, wobei der Handlung reelle Bezüge zugrunde liegen.

## Ausstrahlung und Rezeption
- Teil 1: Der Gegner (90 Min.) Erstausstrahlung 20. November 1995, Wiederholung 25. Mai 1999.
- Teil 2: Die Feindin (102 Min.) Erstausstrahlung 22. November 1995, Wiederholung 1. Juni 1999.
- Teil 3: Das Opfer (121 Min.) Erstausstrahlung 25. November 1995, Wiederholung 8. Juni 1999.

## Besetzung
- Jürgen Prochnow (Alex Bronner)
- Anja Kling (Conny Sachse)
- Günther Maria Halmer (Michael Naumann)
- Gaby Dohm (Dagmar)
- Gertraud Jesserer (Eva Sachse)
- Dominique Horwitz (Wolf)
- Marek Harloff (Dieter)
- Robert Stromberger (Schiko)
- Karl-Heinz Merz (Hauswart)
- Juraj Kukura (Assumeidi)
- Maximilian Wigger (Koch)
- Iris Stromberger (Christine)
- Wilfried Hochholdinger

## Stab
- Regie: Peter Deutsch
- Drehbuch: Robert Stromberger
- Kamera: René Perraudin
- Musik: Jürgen Wolter
- Produzent: Katharina Trebitsch
- Produktionsfirma: Gyula Trebitsch Fernsehproduktion GmbH und Studio Hamburg GmbH